# Borsumij Wehry
Koninklijke Borsumij Wehry (ook: Borsumij-Wehry) was een Nederlandse handelsmaatschappij die bestaan heeft van 1961 tot 1995.
De maatschappij ontstond in 1961 uit een fusie van de handelshuizen Borsumij en Geo Wehry. Beide hadden koloniale wortels. Men ging zich richten op de import van goedkoop textiel en later ook op de import van Japanse elektronische apparatuur. Eind jaren 80 van de 20e eeuw kwam Borsumij Wehry in de problemen door krimpende marges in de importartikelen. Men ging verlies draaien.
In 1984 werd Overtoom, een leverancier van kantoormeubelen en -artikelen, overgenomen door Borsumij Wehry. In 1995 werd dit onderdeel verkocht aan de Franse branchegenoot Manutan. Deze transactie met een waarde van 150 miljoen gulden leverde Borsumij een forse boekwinst op van 120 miljoen gulden.
In 1991 voerde men een expansiestrategie in. Men ging computer- en handelsbedrijven overnemen. In 1992 werd handelsmaatschappij Ceteco overgenomen van Phs. van Ommeren. Borsumij Wehry nam direct 51% van de aandelen over en de rest volgde in vier gelijke delen. De overnamesom van Ceteco lag tussen de 40 en 45 miljoen gulden. In 1994 nam men ook R.S. Stokvis over.
Ook had men - onder meer - een belang in het computerbedrijf Manudax te Heeswijk-Dinther, dat echter in 1994 failliet ging, hetgeen tot de beschuldiging leidde dat Manudax door Borsumij Wehry werd leeggeplukt.
In 1996 werd Borsumij Wehry overgenomen door Hagemeyer. Hagemeyer betaalde ongeveer 760 miljoen gulden voor Borsumij Wehry en na de overname ontstond een concern met een omzet van 8 miljard gulden en ruim 15.000 medewerkers.